# Henri de Lubac
Henri Sonier de Lubac, né le 20 février 1896 à Cambrai et mort le 4 septembre 1991 à Paris 7e, est un jésuite, théologien catholique, membre de l'Institut, et cardinal français.

## Biographie
Henri de Lubac est issu de la famille Sonier de Lubac, originaire du Vivarais.
Les spécialistes distinguent plusieurs périodes révélatrices de son itinéraire contrasté.

### 1896-1929: les années de formation
Élève au sein du lycée Saint-Marc, il entre dans la Compagnie de Jésus en 1913, à l'âge de 17 ans, et passe son noviciat sur l'île de Jersey, les congrégations étant bannies de France depuis 1904. Il combat pendant la Première Guerre mondiale, où il est gravement blessé à la tête en 1917. L'expérience des tranchées le hantera toute sa vie. S'il en gardera toute sa vie des séquelles, cette expérience de la guerre constituera malgré tout un moment important : celui de la camaraderie et du dialogue avec des non-croyants. À ce moment, le jeune Henri de Lubac prendra conscience des défis qui attendent la foi catholique et auxquels la plupart des ecclésiastiques de l'époque, formés entre eux, sont peu préparés.

### 1929-1939: les années d'enseignement
En 1927, il est ordonné prêtre. Après son cursus d'études, il devient en 1929 professeur de théologie fondamentale à la faculté catholique de Lyon. En 1938, il publie son premier livre, Catholicisme, les aspects sociaux du dogme, qui a un retentissement mondial. Avec Jean Daniélou, il rejoint le père jésuite Victor Fontoynont en 1942, pour travailler à la collection de patrologie, Sources chrétiennes.

### 1939-1945: les années de guerre
Pendant la Seconde Guerre mondiale, il s'engage à sa manière dans la Résistance spirituelle au nazisme en France. Il participe à la création des Cahiers du Témoignage chrétien et dénonce, dans ses cours comme dans ses écrits de l'époque, l'idéologie nazie. C'est à cette époque qu'il écrit Le Drame de l'humanisme athée.
Début 1945, H. de Lubac aurait rédigé à la demande de Jacques Maritain, nommé Ambassadeur de France près le Saint-Siège par le général de Gaulle, un mémoire confidentiel intitulé La question des évêques sous l'Occupation. Celui-ci sera publié par la Revue des Deux mondes en février 1992.

### 1946-1960: l'affaire de la «Nouvelle Théologie» et les années silencieuses
En 1946 paraît Surnaturel. Études historiques, qui fait scandale. Il est alors soupçonné par le Saint Office de modernisme. L'encyclique Humani generis de 1950 semblant le viser directement, il est interdit d'enseignement par le général des Jésuites, et ses livres sont retirés des écoles et instituts de formation. Tout cela, sans qu'il puisse jamais se défendre officiellement. Il est contraint de quitter Lyon pour Paris, où il continuera d'écrire.
Consulteur au Saint-Office, le père Philippe de la Trinité critique également sa défense de la pensée de Teilhard de Chardin, évoquant directement son ouvrage La Pensée religieuse du père Teilhard de Chardin dans un commentaire au Monitum de 1962.

### 1960-1991: de la lente réhabilitation au cardinalat
Ce n'est qu'en 1958 qu'il est autorisé à reprendre ses cours. Il s'intéresse à l'exégèse patristique et médiévale, en particulier la théorie des quatre sens. La même année, il est élu à l'Académie des sciences morales et politiques. En 1960, il est nommé par Jean XXIII consultant (peritus) de la commission préparatoire des théologiens au concile de Vatican II,.
La véritable réhabilitation commence avec sa nomination en tant qu'expert du concile. Il devient alors un théologien écouté et respecté, même s'il peine à trouver sa place dans la vaste organisation conciliaire. Son influence sera surtout liée à ses publications des années précédentes : Catholicisme en premier lieu, mais surtout Méditation sur l'Église (1953). Un livre que le futur pape Paul VI distribuait à son clergé et qui influença nombre des Pères conciliaires.
Signe supplémentaire de reconnaissance : en 1983, sa création comme cardinal avec le titre de cardinal-diacre de Santa Maria in Domnica par Jean-Paul II. Le P. de Lubac ayant refusé le cardinalat que lui proposait Paul VI en 1969 au motif de la consécration épiscopale qui y était associée depuis 1962, Jean-Paul II lui permet de rester simple prêtre. Partagé entre la joie et l'inquiétude face à ce qu'il considère comme des « dérives post-conciliaires », il explique sa vision du concile principalement dans Paradoxe et Mystère de l'Église en 1967 et Entretien autour de Vatican II. Souvenirs et réflexions en 1985. Lui-même publia trois commentaires majeurs de constitutions conciliaires : Paradoxe et Mystère de l'Église (sur le document Lumen Gentium) ; Athéisme et sens de l'homme (sur le document Gaudium et Spes) et La Révélation divine (sur le document Dei Verbum).

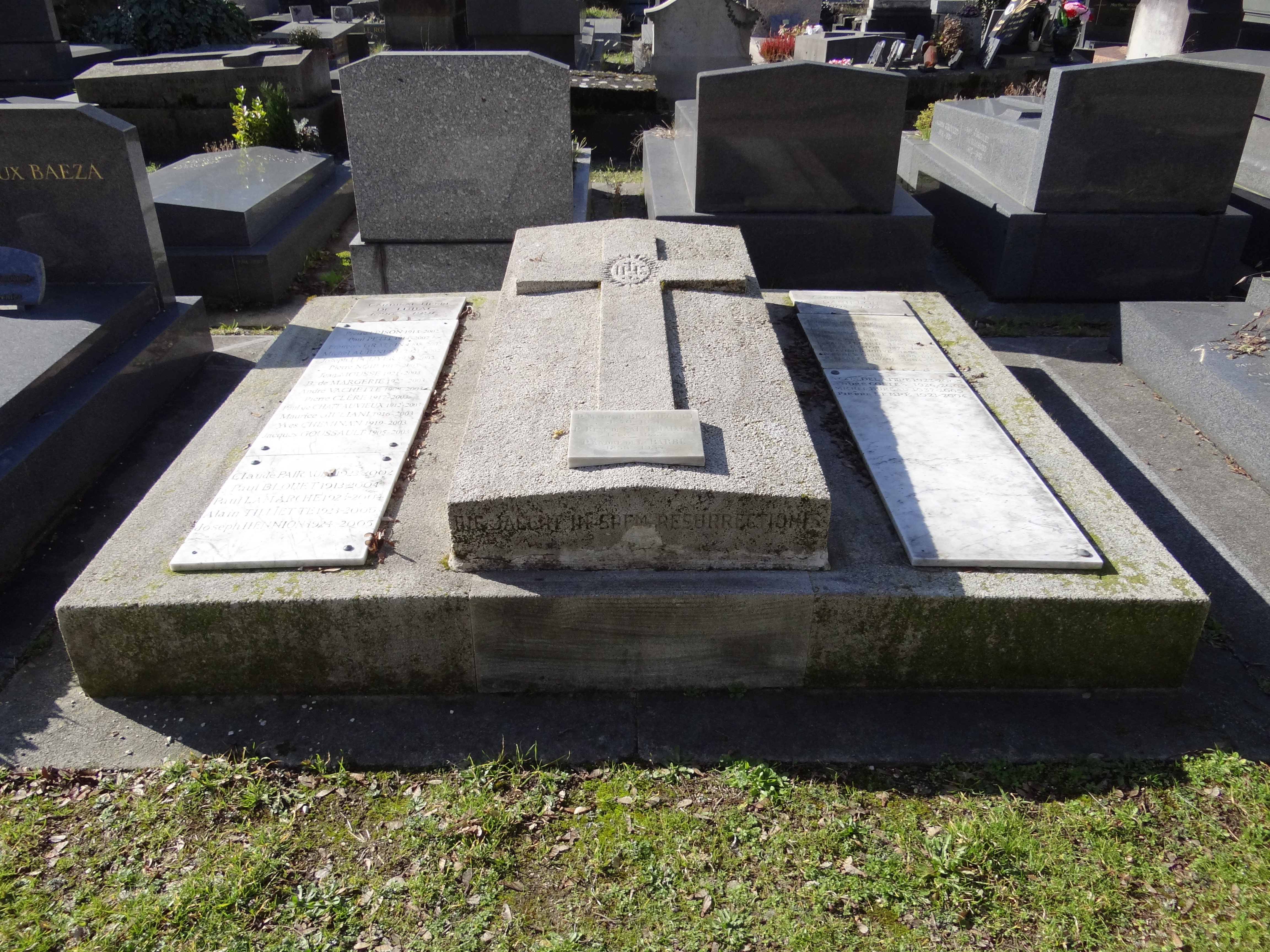
Tombe d'Henri de Lubac, de Jean Daniélou et de Bertrand de Margerie au cimetière de Vaugirard (division 6).

Il meurt le 4 septembre 1991, à l'âge de 95 ans, après quelques années passées à Paris dans la communauté des jésuites rue de Grenelle. Il était devenu le cardinal le plus âgé du Sacré Collège à la mort du cardinal letton Julijans Vaivods le 23 mai 1990. C'est l'Italien Ferdinando Giuseppe Antonelli qui lui succède comme cardinal le plus âgé.
Il fit dans sa vie de très nombreuses rencontres dont notamment avec l'abbé Pierre ou encore Jules Monchanin.
Sa cause en béatification a été ouverte le 20 septembre 2023 par l'archidiocèse de Lyon,.

## Écrits
Le cardinal Henri de Lubac, entré dans la Compagnie de Jésus en 1913, fut expert au concile de Vatican II. Il a été un artisan de la redécouverte des Pères de l'Église, et son travail théologique exerce une influence profonde,. Avec l'accord de la province jésuite de France, l'Association internationale Cardinal Henri de Lubac est l'éditeur scientifique des Œuvres complètes du cardinal, qui paraissent aux éditions du Cerf : chaque grand titre est réimprimé dans sa forme définitive, avec des présentations et des index, ainsi qu'une traduction des notes latines ; de plus, des articles ou opuscules se rattachant aux ouvrages principaux sont regroupés et commentés dans les divers volumes. Sur les 50 numéros de l'édition raisonnée, plus de 30 étaient publiés en avril 2024.
Ouvrier de la moisson

« L'Église, toute l'Église, la seule Église, celle d'aujourd'hui comme d'hier et de demain, est le sacrement de Jésus-Christ. À vrai dire, elle n'est rien d'autre. Ou le reste n'est que surcroît.
L'Église a pour unique mission de rendre Jésus-Christ présent aux hommes. Elle doit l'annoncer, le montrer, le donner à tous. Le reste, encore une fois, n'est que surcroît. À cette mission nous savons tous qu'elle ne peut faillir. Elle est et sera toujours en vérité l'Église du Christ :  Je suis avec vous jusqu'à la consommation du siècle (Évangile selon Matthieu 28, 20). Mais ce qu'elle est en elle-même, il faut qu'elle le soit aussi dans ses membres. Ce qu'elle est pour nous, il fait aussi qu'elle le soit par nous. Il faut que par nous Jésus-Christ continue d'être annoncé, qu'à travers nous, il continue de transparaître. C'est plus qu'une obligation, c'est, peut-on dire, une nécessité organique. »

— Méditation sur l'Église, édit. Aubier, 1954, p. 185-190. (ASIN B0017XUNVU).
Le Drame de l'humanisme athée

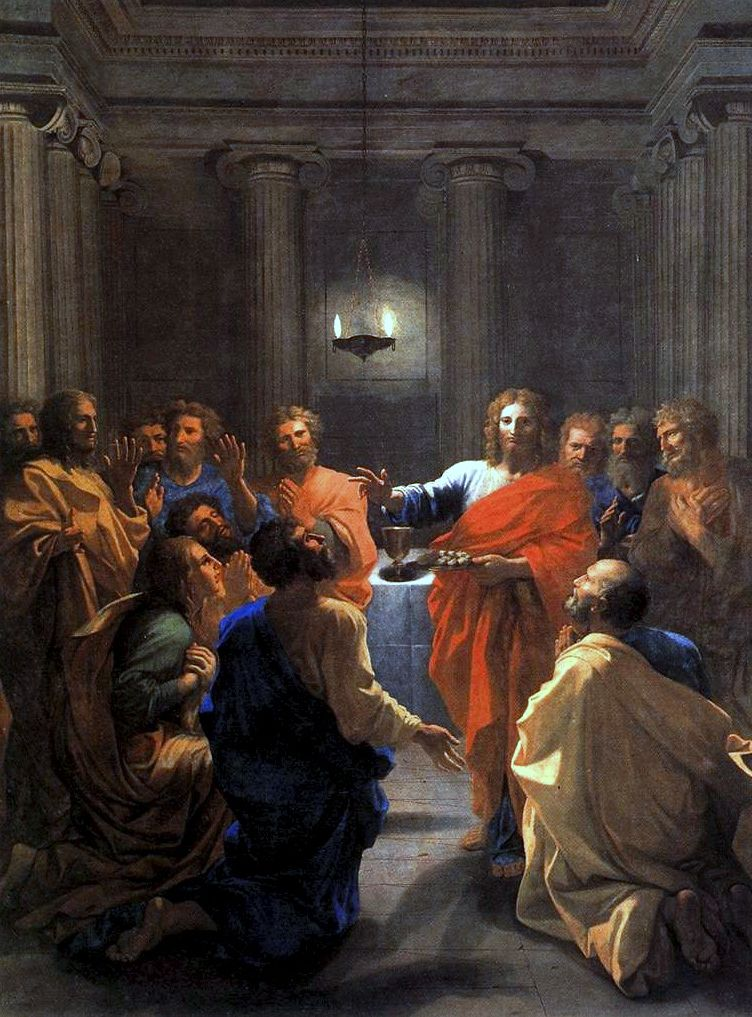
Jésus-Christ instituant l'Eucharistie, 1640, Nicolas Poussin, Musée du Louvre.

Considéré comme son œuvre majeure, écrite en 1944 et plusieurs fois rééditée, l'auteur y analyse les fondements philosophiques de l’athéisme contemporain à travers les figures de Ludwig Feuerbach, Karl Marx, Friedrich Nietzsche et Auguste Comte.
L'Église, Corps du Christ

« Tout lecteur des épîtres ne peut manquer de l'observer : par cette expression Corps du Christ, l'Apôtre désigne un certain organisme qu'il conçoit comme éminemment réel et dont les membres sont à la fois diversifiés et unis (cf. Épître aux Romains 12, 5-16). Ce corps est une société visible et structurée, où règne une certaine « division du travail », car les fonctions de ses membres sont, par exemple, d'enseigner, de gouverner, ou de faire des miracles, de discerner les esprits : c'est la double différentiation, « hiérarchique » et « charismatique ». Mais il est en même temps une communauté de vie intime et mystérieuse, car toutes les diversité et les oppositions naturelles de ceux qui le composent, si réelles, si irréductibles même qu'elles soient dans leur ordre, s'abolissent en lui. Dans la diversité même de leur fonction, tous abreuvés d'un seul Esprit, ne sont qu'un dans le Christ Jésus (cf. 1 Co 12, 4-30).
Ce Corps qui est l'Église, qui vit et se développe ici-bas, dont on pourrait retracer l'histoire, [Paul] nous le montre en train de se construire et de croître, jusqu'au jour — qui ne luira plus ici-bas et qui nous jettera hors de l'histoire — où il aura atteint la plénitude de sa taille : homme parfait, Corps parfait de tous les saints ensembles, tous un, cette fois en perfection, dans le même Christ (cf. Ep 4, 11-16). »

— Card. Henri de Lubac. Méditation sur l'Église, Paris, Aubier-Montaigne, 1953, p. 102 et 104.

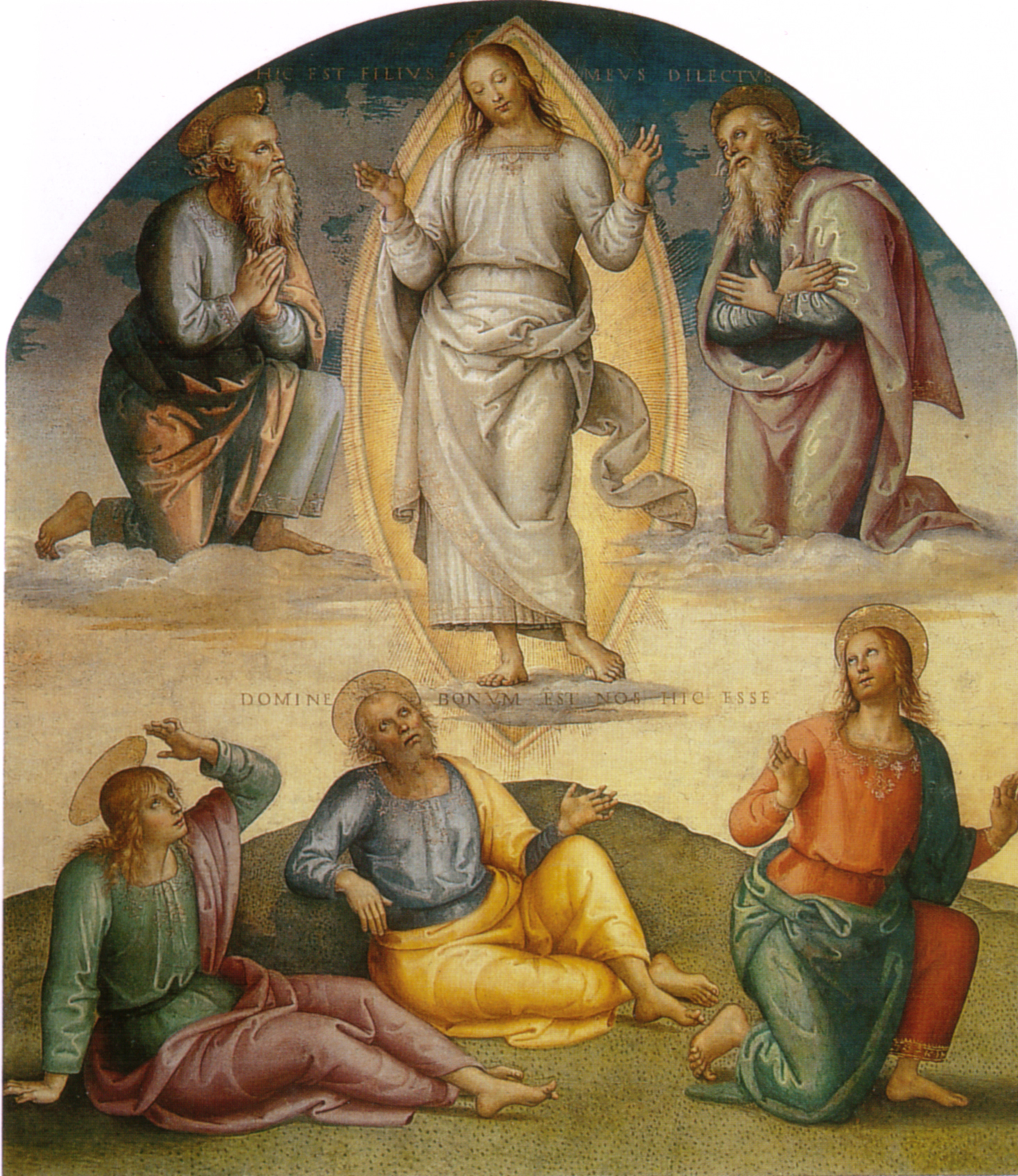
Transfiguration (Le Pérugin, Collegio del Cambio).

Jésuite, le cardinal Henri de Lubac fut expert au concile Vatican II. Il a été un artisan de la redécouverte des Père de l’Église, et son travail théologique exerce une influence profonde.
Commentaire selon Matthieu 17, 1-9
Abraham, « témoin » du Christ

« À partir d'Abraham, on voit émerger au niveau de l'histoire le peuple que Dieu met à part pour réaliser dans son destin temporel, le dessein de salut (cf. Gn 12, 1-4a). En même temps, ce dessein cesse d'être une réalité virtuelle, présente à l'arrière-plan de l'histoire mais ignorée de ceux qui déjà vivent en elle ; Dieu en révèle positivement l'existence ; il commence même d'en faire connaître les structures fondamentales. Le caractère privilégié d'Israël relève exclusivement de la vocation d'Abraham… 

Le peuple d'Israël n'appartient pas au monde de la création, à l'ordre naturel. Il appartient à l'ordre de l'histoire sainte, au dessein du salut. Or ce dessein de salut, qui englobe tous les hommes, doit se réaliser en Jésus-Christ. Aussi toute l'œuvre contenue dans les saints livres annonce par des paroles, révèle par des faits, établit par des exemples l'avènement de notre Seigneur Jésus-Christ. Abraham, Moïse, les prophètes, sont ainsi déjà les « témoins » du Christ. »

— Card. Henri de Lubac. Révélation divine, Paris, Cerf, 2010, p. 107-108.

## Principaux ouvrages
- Blondel et Teilhard de Chardin. Correspondance commentée, 1930.
- Catholicisme, les aspects sociaux du dogme, Cerf, 1938. Réédition : Œuvres complètes VII, Cerf, 2003.
- Corpus mysticum. L'Eucharistie et l'Église au Moyen-Âge. Étude historique, Aubier-Montaigne, 1944. Deuxième édition, retravaillée et élargie, en 1949. Réédition : Œuvres complètes XV, Cerf, 2009.
- Le Drame de l'humanisme athée, Spes, 1944. Réédition : Œuvres complètes II, Cerf, 1998. C'est l'une de ses œuvres principales, écrite en 1942 et 1943 pendant la Seconde Guerre mondiale, rééditée avec une note de Jacques Prévotat sur Auguste Comte, Charles Maurras, et le christianisme.
- Proudhon et le christianisme, Seuil, 1945. Réédition : Œuvres complètes III, Cerf, 2011.
- De la connaissance de Dieu Seuil, 1945-48. Nouvelle édition : Sur les Chemins de Dieu , 1956. Troisième édition, refondue et augmentée, en 1983. Réédition : Œuvres complètes I, Cerf, 2006.
- Surnaturel. Études historiques, Aubier-Montaigne, 1946. Réédition : Œuvres complètes XI, Cerf, 2021.
- Le Fondement théologique des missions, Seuil, 1946.
- Histoire et Esprit. L'intelligence de l'Écriture d'après Origène, Aubier-Montaigne, 1950. Réédition : Œuvres complètes XVI, Cerf, 2002 (ISBN 2-204-06761-X).
- Affrontements mystiques, Éd. du Témoignage chrétien, 1950. Réédition : Œuvres complètes IV, Cerf, 2006.
- Aspects du bouddhisme (I), Seuil, 1951. Réédition : Œuvres complètes XXI, Cerf, 2012.
- La Rencontre du bouddhisme et de l'Occident, Aubier-Montaigne, 1952. Réédition : Œuvres complètes XXII, Cerf, 2000.
- Méditation sur l'Église, Aubier, 1953. Réédition : Œuvres complètes VIII, Cerf, 2003.
- Amida (Aspects du bouddhisme, II), Seuil, 1955. Réédition : Œuvres complètes XXI, Cerf, 2012.
- Paradoxes, suivi de Nouveaux Paradoxes, Seuil, 1959. Réédition : Œuvres complètes XXXI, Cerf, 1999.
- Exégèse médiévale. Les quatre sens de l'écriture, Paris, Aubier-Montaigne, 1959-1964.
- La pensée religieuse du Père Teilhard de Chardin, Aubier, 1962. Réédition : Œuvres complètes XXIII, Cerf, 2002.
- Le mystère du surnaturel, Aubier, 1965. Réédition : Œuvres complètes XII, Cerf, 2000.
- Augustinisme et théologie moderne, Aubier-Montaigne, 1965. Réédition : Œuvres complètes XIII, Cerf, 2008.
- Teilhard de Chardin, missionnaire et apologiste, Prière et vie, 1966. Réédition : Œuvres complètes XXIV, Cerf, 2007.
- l'Écriture dans la Tradition, Aubier, 1966.
- Paradoxe et Mystère de l'Église, Aubier-Montaigne, 1967. Réédition : Œuvres complètes IX, Cerf, 2010.
- Athéisme et sens de l'homme. Une double requête de Gaudium et Spes, Cerf, 1968. Réédition : Œuvres complètes IV, Cerf, 2006.
- L'éternel féminin. Étude sur un texte du Père Teilhard de Chardin, Aubier-Montaigne, 1968.
- Teilhard et notre temps, Aubier-Montaigne, 1968.
- La prière du Père Teilhard de Chardin, Fayard, 1968. Réédition : Œuvres complètes XXIV, Cerf, 2007.
- L'Église dans la crise actuelle, Cerf, 1969. Réédition : Œuvres complètes IX, Cerf, 2010.
- La foi chrétienne. Essai sur la structure du Symbole des Apôtres, Aubier-Montaigne, 1970. Réédition : Œuvres complètes V, Cerf, 2008.
- Les églises particulières dans l'Église universelle, Aubier-Montaigne, 1974. Réédition : Œuvres complètes X, Cerf, 2019.
- Claudel et Péguy (en collaboration avec J. Bastaire), Aubier-Montaigne, 1974. Réédition : Œuvres complètes XXX, Cerf, 2008.
- Pic de la Mirandole, Aubier-Montaigne, 1974. Réédition : Œuvres complètes XXIX, Cerf, 2022.
- Teilhard posthume. Réflexions et souvenirs, Cerf, 1977. Réédition : Œuvres complètes XXVI, Cerf, 2008.
- Recherches dans la Foi. Trois études sur Origène, Saint Anselme et la philosophie chrétienne, Beauchesne, 1979.
- La Postérité spirituelle de Joachim de Flore, t.I De Joachim à Schelling, 1979, t.II De Saint-Simon à nos jours, 1981, Lethielleux - Culture et Vérité. Réédition : Œuvres complètes XXVII-XXVIII, Cerf, 2014.
- Petite catéchèse sur nature et grâce, Fayard, 1980. Réédition : Œuvres complètes XIV, Cerf, 2013.
- Esprit et liberté dans la tradition théologique (en italien), Jaca Book, 1981. Réédition (et rétroversion en français) : Œuvres complètes XIV, Cerf, 2013.
- La Révélation divine, Cerf,1983. Réédition : Œuvres complètes IV, Cerf, 2006.
- Théologies d'occasion, Desclée De Brouwer, 1984.
- Entretien autour de Vatican II. Souvenirs et réflexions, Cerf, 1985.
- Lettres de M. Étienne Gilson adressées au P. de Lubac et commentées par celui-ci, Cerf, 1986. Réédition : Œuvres complètes XLVII, Cerf, 2013.
- Résistance chrétienne à l'antisémitisme. Souvenirs (1940-1944), Fayard, 1988. Réédition : Résistance chrétienne au nazisme, in Œuvres complètes XXXIV, Cerf, 2006.
- Théologie dans l'histoire, Desclée de Brouwer, 2 volumes, 1990.
- Mémoire sur l'occasion de mes écrits, Culture et Vérité, 1992. Réédition : Œuvres complètes XXXIII, Cerf, 2006 (présentation par Georges Chantraine, suivi de quatre opuscules sur sa vie : Mémoire sur mes vingt premières années (1998-2001), J’éprouve joie et confiance (1983),  Conversation en famille (1983, 1991), Hommage au cardinal Lustiger (1983)).
- Autres paradoxes, Culture et Vérité, 1994. Réédition : Œuvres complètes XXXI, Cerf, 1999.
- Carnets du concile, tomes 1 et 2, Cerf, 2007.
- Daniélou Jean (cardinal) – Lubac, Henri de (cardinal), Correspondance 1939-1974 : Œuvres complètes XLVIII, Cerf, 2021.
- Correspondance Lubac-Maritain, in Œuvres complètes L, Cerf, 2012.
- Pierre Teilhard de Chardin I, Lettres d'Égypte 1905-1908 : Œuvres complètes XLIII, Cerf, 2014.
- Pierre Teilhard de Chardin II, Lettres d'Hastings et de Paris 1908-1914 : Œuvres complètes XLIV, Cerf, 2012.

### Articles parus dansCommunio
- « La foi chrétienne », Communio, XVI, 5-6, septembre-décembre 1991.
- « Méditation sur le principe de la vie morale », Communio, XXIII, 6 ; XXIV, 1 - no 140-141, novembre 1998-février 1999.
- « Hommage à H. U. von Balthasar pour ses 70 ans », Communio, I, no 1, septembre 1975.
- « Petite catéchèse sur la « nature » et la « grâce » », Communio, II, 4, no 12, juillet- août 1977.

### Articles parus dans la revueÉtudes
Études publiées par des Pères de la Compagnie de Jésus et consultables sur la base Gallica.
- « La Sphère et la Croix » dans Études (1946/07-1946/09).
- « Questions religieuses : La Sainte Bible » (en collaboration), Études 1954/04 (A87,T281)-1954/06
- « L'Église notre Mère », Études (1953/01) (A86,T276) (1953/03).
- « De la Connaissance », Études (1946/04) (A79,T249) (1946/06).
- « L'Idée chrétienne de l'Homme et la Recherche de l'Homme nouveau », Études (1947/10) (A80,T255) (1947/12).
- « Le Dieu de Bergson. Deux Thèses de Doctorat sur Bergson », Études (1933/07) (A70,T216) (1933/09).

### Articles parus dans la revueBulletin de littérature ecclésiastique
- « Esprit et liberté dans la tradition théologique », 1939, tome 40, no 3, p. 121-150 (lire en ligne), no 4, p. 189-207 (lire en ligne), 1941, tome 42, no 3, p. 134-160 (lire en ligne), no 4, p. 190-215 (lire en ligne)
- « Morale et Mystique dans la tradition chrétienne et spécialement chez saint Thomas d'Aquin », 1975, tome 76, no 1, p. 81-90 (lire en ligne)
- « La controverse sur le salut d'Origène à l'époque moderne », 1982, tome 83, no 1, p. 5-29 (lire en ligne), suite, no 2, p. 83-110 (lire en ligne)

## Récompenses et distinctions
- Officier de la Légion d'honneur[17].
- Docteur honoris causa de plusieurs universités.

### Hommages
- « Rue Henri de Lubac » à Cambrai, à côté de la Cathédrale Notre-Dame-de-Grâce.
- « Belvédère Cardinal Henri de Lubac » à Lyon (5e).
- « Bibliothèque universitaire Henri de Lubac » à l'université catholique de Lyon.